# Rdeči Kal (gmina Ivančna Gorica)
Rdeči Kal – wieś w Słowenii, w gminie Ivančna Gorica. W 2018 roku liczyła 50 mieszkańców.